# そらぽ
そらぽは、大分県にあるテレビ朝日（ANN）系列の放送局である大分朝日放送（OAB）のマスコットキャラクター。OABのロゴカラーの青をイメージして作られた、空色の丸いキャラクターで、名前は「宇宙（そら）」に由来する。

## 概要
大分朝日放送開局以来、初のイメージキャラクターである。
誕生日は、OABで地上デジタルテレビジョン放送がスタートした2006年12月1日。太陽系から555光年離れたA24星雲からやってきた。好きな色は青。趣味は日本茶をすすること。特技は3回転半のジャンプ。特徴は語尾に「ぽ」を付けること。
同局では「そらぽがみたい！」という番組紹介の番組がある。また、同局製作およびテレビ朝日製作の番組の大分県向け番宣CMでは、出演者がそらぽのぬいぐるみを持ち出演し、「（番組や映画を）見てぽ」など語尾に「ぽ」を付けるのが慣習となっている。
ぬいぐるみやエコバッグなどのグッズもOABショップで販売されている。